# Leo Ochsenbauer

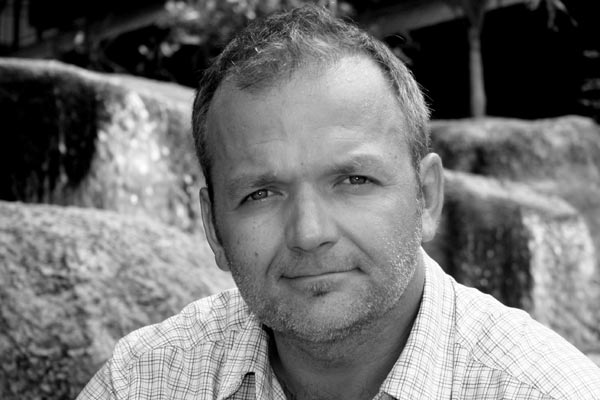
Leo Ochsenbauer (Thailand 2007)

Leo Ochsenbauer (eigentlich Leopold Ochsenbauer; * 29. September 1967 in Wien; † 22. März 2015) war ein österreichischer Autor und Journalist.

## Leben
Leo Ochsenbauer studierte Betriebswirtschaft an der Universität Wien und absolvierte seine journalistische Ausbildung bei der renommierten Austria Presse Agentur (APA).
Seine 2006 und 2008 im deutschen Kosmos-Verlag veröffentlichten Bücher „Nullzeit, Sex und Tiefenrausch“ (gemeinsam mit Klaus-M. Schremser) sowie „Noch mehr Sex und Tiefenrausch“ (gemeinsam mit Marcus Hantschel) zählen zu den meistverkauften Tauchbücher der letzten Jahre im deutschen Sprachraum und prägten den neuen Trend, Tauchbücher nicht nur von der ernstzunehmenden Seite zu schreiben. In den beiden Büchern werden jeweils 333 Antworten auf Fragen rund um den Tauchsport beantwortet.

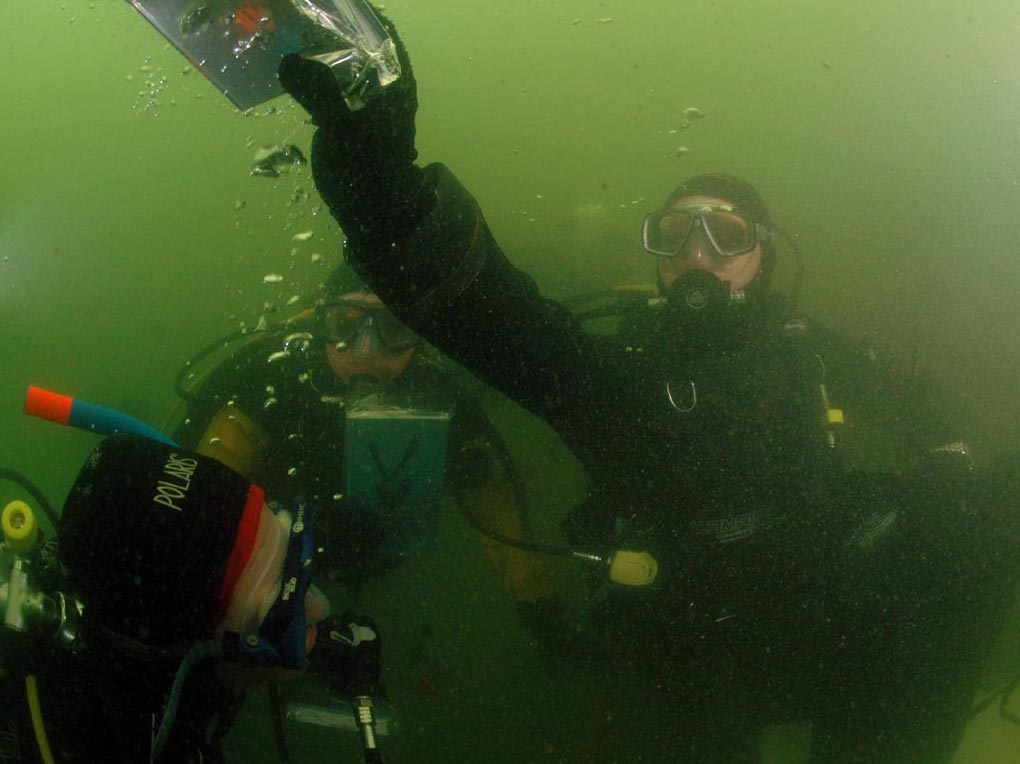
Leo Ochsenbauer übergibt den anwesenden Journalisten bei der Unterwasser Pressekonferenz im Jahr 2006 eines seiner Bücher

Zur Präsentation der beiden Bücher Nullzeit, Sex und Tiefenrausch sowie Noch mehr Sex und Tiefenrausch organisierte Leo Ochsenbauer gemeinsam mit seinen beiden Co-Autoren in den Jahren 2006 und 2008 Unterwasser-Pressekonferenzen, die ihm zugleich einen Eintrag in das Guinness-Buch der Rekorde einbrachte. Die erste fand am 17. Juni 2006 mit 21 Journalisten im österreichischen Traunsee statt. Die zweite unter der Teilnahme von 25 Journalisten am 27. April 2008 in einem Wiener Hallenbad.
Leo Ochsenbauer war beratendes Mitglied der internationalen Haischutzorganisation Sharkproject e.V., freier Autor für Tauchpublikationen und Mitherausgeber des Online-Wassersportmagazins Nullzeit.at. Hauptberuflich arbeitete er jahrelang als Chefredakteur eines österreichischen Fachmagazins und war anschließend in der Online-Werbebranche tätig.

## Publikationen
- mit Klaus-M. Schremser und Marcus Hantschel: Nullzeit, Sex und Tiefenrausch – der Doppelband: 666 Antworten und Taucherfragen Kosmos, Stuttgart 2014.
- Tiefsee – Reise zu einem unbekannten Planeten Kosmos, Stuttgart 2012, ISBN 978-3-440-13261-6.
- mit Klaus-M. Schremser: Nullzeit, Sex und Tiefenrausch – die überarbeitete Neuauflage. Kosmos, Stuttgart 2011, ISBN 978-3-440-12313-3.
- mit Christian Redl und Manfred Dorner: Freitauchen – Meine Welt in Bildern. Nullzeit, Wien 2006, ISBN 3-9502122-0-5.
- mit Klaus-M. Schremser: Nullzeit, Sex und Tiefenrausch – 333 Antworten auf Taucherfragen. Kosmos, Stuttgart 2006, ISBN 3-440-10762-0.
Niederländische Ausgabe: Kun je duiken als het bliksemt? en 332 andere duikersvragen. Tirion Sport, Baarn 2009, ISBN 978-90-439-1231-0.
- mit Marcus Hantschel: Noch mehr Sex und Tiefenrausch – Weitere 333 Antworten auf Taucherfragen. Kosmos, 2008, ISBN 978-3-440-11443-8.

## Filmografie
- 1998: „Beastie Girl“ (1998)
- 1998: „Kaisermühlen Blues“ (1998) TV-Serie
- 1998: Qualtingers Wien